# جنس آمن
الجنس الآمن (بالإنجليزية: safe sex)‏ هو ممارسة النشاط الجنسي بطريقة تقلل من مخاطر الإصابة بالأمراض المنقولة جنسيا، وقد ظهر هذا المصطلح في ثمانينات القرن العشرين كنتيجة لانتشار مرض الإيدز. ويُعرف بأنه «النشاط الجنسي من قبل الأشخاص الذين اتخذوا الاحتياطات اللازمة لحماية أنفسهم من الأمراض المنقولة جنسياً مثل الإيدز.» . ويسمى أيضاً «ممارسة الجنس أكثر أماناً»، أو «الجنس المحمي» ، في حين أن «الاتصال الجنسي غير المأمون» أو «ممارسة الجنس غير الآمن» هو النشاط الجنسي دون اتخاذ الاحتياطات اللازمة للحماية ضد الأمراض المنقولة جنسياً. يفضل البعض استخدام تعبير «ممارسة الجنس أكثر أماناً» كمصطلح أدق يعكس حقيقة أن هذه الاحتياطات تقلل ولكن لا تزيل تماما مخاطر انتقال المرض.
أصبحت الممارسات الجنسية الآمنة أكثر بروزاً في أواخر ثمانينات القرن العشرين نتيجة لوباء الإيدز. لقد أصبح تشجيع ممارسة الجنس الآمن الآن واحد من أهداف التربية ال جنسية. من وجهة نظر مجتمعية فإن الجنس الآمن يعتبر من استراتيجيات الحد من الأضرار التي تهدف إلى الحد من المخاطر.
والحد من المخاطر عن طريق الجنس الآمن ليس مطلق، على سبيل المثال في تقليل خطر انتقال فيروس نقص المناعة البشري من شريك حامل لفيروس نقص المناعة البشرية للشريك المستقبل بدون استخدام الواقي الذكري بالمقارنة بممارسة الجنس الآمن يقدر أن يكون نحو أربعة إلى خمسة أضعاف.
على الرغم من أن بعض ممارسات الجنس الآمن يمكن استخدامها كوسائل منع الحمل لكن معظم أشكال وسائل منع الحمل لا تقي من الأمراض المنقولة جنسياً وبالمثل فإن بعض الممارسات الجنسية الآمنة، مثل اختيار الشركاء والسلوك الجنسي منخفض المخاطر، ليست فعالة كوسائل منع الحمل.

## المصطلح
في الآونة الأخيرة، وخاصة داخل كندا والولايات المتحدة، أصبح استخدام مصطلح الجنس الأكثر أمانا ، بدلا من ممارسة الجنس الآمن أكثر شيوعا من قبل العاملين في مجال الصحة، مما يعكس أن خطر انتقال الأمراض المنقولة جنسيا بسبب نشاطات جنسية مختلفة هي سلسلة متصلة بدلا من التمييز المبسط بين خطر وآمن. ومع ذلك، في معظم البلدان الأخرى، بما في ذلك المملكة المتحدة وأستراليا، لا يزال استخدام مصطلح الجنس الآمن شائعا. [بحاجة لمصدر]
على الرغم من أن مصطلح «الجنس الآمن» يستخدم من قبل الأفراد ليشير إلى الوقاية من الحمل، وفيروس نقص المناعة البشرية / الإيدز أو 'الأمراض المنقولة جنسيا إلا أن المصطلح بدأ استخدامه في المقام الأول كنتيجة لوباء فيروس نقص المناعة البشرية / الإيدز. ويعتقد أن مصطلح «الجنس الآمن» استخدم في الكتابات المهنية في عام 1984، في مضمون ورقة عن التأثير النفسي الذي قد يسببه فيروس نقص المناعة البشرية / الإيدز على الرجال مثلي الجنس. ويتعلق هذا المصطلح بضرورة وضع برامج تثقيفية للمجموعات المعرضة للخطر مثل الرجال مثلي الجنس. وبعد سنة، ظهر المصطلح نفسه في مقال نشر في صحيفة نيويورك تايمز. وأكدت هذه المقالة أن معظم المتخصصين ينصحون مرضى الايدز بممارسة الجنس الآمن. واشتمل المفهوم على الحد من عدد الشركاء الجنسيين، واستخدام المضادات الوقائية، وتجنب تبادل السوائل الجسدية، ومقاومة استخدام العقاقير المخدرة التي تخفض الموانع عن السلوك الجنسي المحفوف بالخطر. وعلاوة على ذلك، في عام 1985، ولأول مرة تم وضع المبادئ التوجيهية للجنس الآمن بواسطة 'التحالف من أجل المسؤوليات الجنسية. وفقا لهذه المبادئ التوجيهية، يمارس الجنس الآمن باستخدام الواقي الذكري عند ممارسة الجنس عن طريق الفم أو الشرج أيضا. [بحاجة لمصدر]
وعلى الرغم من استخدام هذا المصطلح في المقام الأول للذكور مثلي الجنس، إلا إنه في عام 1986 كان انتشار هذا المفهوم لعامة السكان. وقد وضعت برامج مختلفة بهدف تشجيع الممارسات الجنسية الآمنة بين طلاب الجامعات. وركزت هذه البرامج على الترويج لاستخدام الواقي الذكري، ومعرفة أفضل عن تاريخ الشريك الجنسي، والحد من عدد من الشركاء الجنسيين. وصدر في العام نفسه أول كتاب عن هذا الموضوع. وكان عنوان الكتاب «الجنس الآمن في عصر الإيدز»، وكان من 88 صفحة، ووصف الكتاب كل من المقاربات الإيجابية والسلبية للحياة الجنسية. [بحاجة لمصدر] السلوك الجنسي يمكن أن يكون آمنا مثل (التقبيل والمعانقة، والتدليك، والاحتكاك الجسدي، والاستمناء المتبادل، والاستعراض واستراق النظر، والجنس عبر الهاتف، والسادية والماسوشية، دون وجود رضوض أو نزيف، واستخدام أدوات جنسية منفصلة)، أو آمن إلى حد ما (استخدام الواقي الذكري)، أو غير آمن.
في عام 1997، شجع المتخصصين في هذا الشأن على استخدام الواقي الذكري على أنه أكثر الطرق في سهولة الوصول (إلى جانب الامتناع عن ممارسة الجنس) ودعوا إلى وجود إعلانات تلفزيونية تظهر الواقي الذكري. وخلال العام نفسه، أصدرت الكنيسة الكاثوليكية في الولايات المتحدة المبادئ التوجيهية الخاصة بها والتي كانت تحتوي على «الجنس الآمن» عن طريق استخدام الواقي الذكري، وعلى الرغم من ذلك فإنه بعدها بعامين دعا الفاتيكان للعفة والزواج من الجنس الآخر، وهاجم الفاتيكان المبادئ التوجيهية للأساقفة الكاثوليك الأمريكيين.
وأشارت دراسة أجريت في عام 2006 من قبل متخصصين في كاليفورنيا تبين أن التعريفات الأكثر شيوعا عن الجنس الآمن هو استخدام الواقي الذكري (68 ٪ ممن تمت مقابلتهم)، والامتناع عن ممارسة الجنس (31.1 ٪ ممن تمت مقابلتهم)، والزواج الأحادي (28.4 ٪ ممن تمت مقابلتهم) والشريك الآمن (18.7 ٪ ممن تم مقابلتهم).
ويعتقد أن يكون مصطلح «الجنس أكثر أمانا» أكثر عدوانية حيث أنه يوضح بشكل أكبر للأفراد أن أي نوع من النشاط الجنسي ينطوي على درجة معينة من المخاطر.

## التركيز على الواقي الذكري ومكافحة فيروس نقص المناعة البشرية
وقد تركز معظم الاهتمام على السيطرة على فيروس نقص المناعة البشرية، وهو الفيروس الذي يسبب مرض الإيدز، من خلال استخدام حاجز حماية للقضيب، والواقي الذكري خاصة. ومع ذلك، فإن فيروس نقص المناعة البشرية هو فيروس ضعيف، ولذلك فالحماية التي تركز على فيروس نقص المناعة البشرية قد لا تحمي من الأمراض المنقولة جنسيا، والتي يمكن أيضا أن تنتقل من خلال مناطق أخرى من الجسم يكون فيها العامل الممرض (الفيروس أو البكتريا) أعلى تواجدا ومقاومة.

## احتياطات الجنس الآمن

### تجنب الاتصال الجسدي
عن طريق بعض الممارسات مثل تلك المعروفة باسم الإهاجة الذاتية ، ويعتبر النشاط الجنسي المنفرد آمن نسبيا. الاستمناء، وهو تحفيز الأعضاء التناسلية الخاصة ذاتيا، هو آمن ما دام لم يحدث اتصال مع سوائل الجسم الخاصة بالأشخاص الآخرون. بعض الأنشطة، مثل الجنس عبر الهاتف "" و"الجنس عبر شبكة الانترنت" والتي تتيح للشركاء للدخول في النشاط الجنسي دون أن يكونوا في نفس الغرفة، والقضاء على المخاطر التي ينطوي عليها تبادل سوائل الجسم.

### الجنس بدون إيلاج
يمكن أن يتم الاستمتاع بمجموعة من الأفعال الجنسية، التي تسمى أحيانا «الجماع الخارجي»، مع الحد من المخاطر من حالات العدوى أو الحمل بدرجة كبيرة. حاولت الدكتورة جوسلين الدرز الجراح العام للرئيس الأمريكي بيل كلينتون أن تشجع على استخدام هذه الممارسات في صفوف الشباب، ولكن موقفها واجه معارضة من عدد من الجهات، بما في ذلك البيت الأبيض نفسه، وأسفر عن فصلها عن العمل من قبل الرئيس كلينتون في ديسمبر كانون الأول عام 1994.
الجنس بدون ايلاج يشمل ممارسات مثل التقبيل، والاستمناء المتبادل، والفرك أو التدليك، ووفقا لوزارة الصحة في أستراليا الغربية قد تمنع هذه الممارسات الجنسية الحمل، ومعظم الأمراض المنقولة جنسيا. ومع ذلك، فإن الجنس بدون ايلاج لا يحمي من الأمراض التي يمكن أن تنتقل من الجلد إلى الجلد مثل القوباء والثآليل التناسلية. [بحاجة لمصدر]

### حماية الحاجز
تستخدم أساليب وقائية مختلفة لتجنب ملامسة الدم أو السوائل المهبلية، أو السائل المنوي أو العوامل الحاملة للمرض (مثل الجلد والشعر والأدوات المشتركة) خلال النشاط الجنسي. ويسمى النشاط الجنسي الذي يستخدم تلك الأساليب بالجنس المحمي.

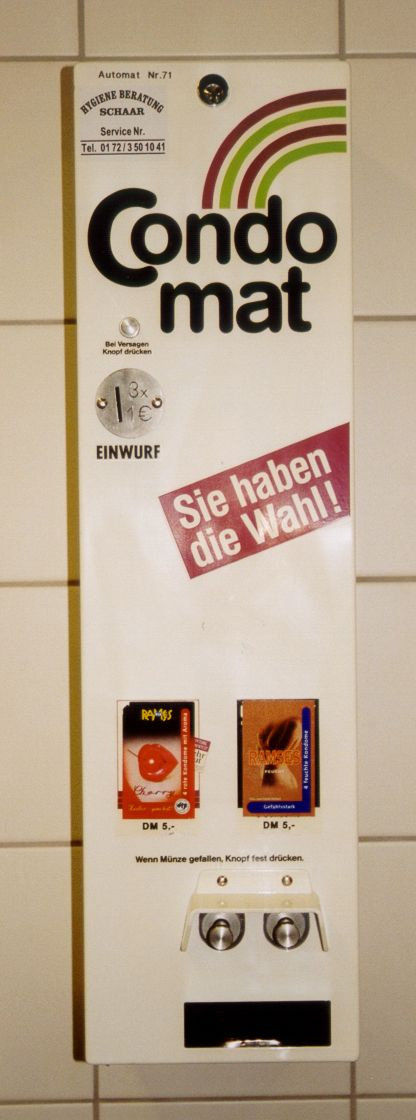
آلة الواقي الذكري

- الواقي الذكري يغطي القضيب أثناء النشاط الجنسي. وهو في أغلب الأحيان مصنوع من المطاط، ويمكن أيضا أن يكون مصنوع من مواد صناعية بما في ذلك البولي يوريثان.
- الواقي الأنثوي والذي يتم وضعه في المهبل قبل الجماع.
- الحاجز الفموي (في الأصل يستخدم في طب الأسنان) هو ورقة من المطاط تستخدم في الحماية عند ممارسة الجنس عن طريق الفم. يستخدم عادة كحاجز بين الفم والفرج أثناء اللحس أو بين الفم والشرج والفم خلال اللحس الشرجي.
- القفازات الطبية والتي تصنع من من المطاط أو الفينيل، أو النتريل، أو من مادة البوليوريثان يمكن أن تستخدم كحاجز فموي أثناء ممارسة الجنس عن طريق الفم، أو لحماية اليدين أثناء التحفيز الجنسي، مثل الاستمناء. قد يكون بالأيدي جروح خفية التي يمكن أن تسمح لمسببات الأمراض التي تتواجد على جسم الشريك بالعبور من خلالها.
- وهناك طريقة أخرى للحماية من انتقال العامل الممرض هو استخدام القضيب الاصطناعي المحمي أو الذي نُظف بشكل صحيح وغيرها من الأدوات الجنسية. إذا كان الأداة الجنسية سيتم استخدامها في أكثر من فتحة أو شريك، فإن الواقي الذكري يمكن أن يستخدم ويتم تغييره عندما يتم نقل الأداة.

عندما تستخدم الحواجز المصنوعة من المطاط مع مادة مزلقة لها أساس زيتي يمكن يتكسر الهيكل الداخلي للحاجز المطاطي وإزالة الحماية التي يقدمها.
يتم استخدام الواقي (الذكري أو الأنثوي) للحماية من الأمراض المنقولة بالاتصال الجنسي، وتستخدم مع أشكال أخرى من وسائل منع الحمل من أجل تحسين فعالية وسائل منع الحمل. على سبيل المثال، فإن استخدام كلا من الواقي الذكري ومبيد النطاف في وقت واحد (كل على حدة، وليس قبل المادة المزلقة) يعتقد أنه يحد من معدلات الحمل التي تظهر أحيانا مع استخدام بعض وسائل منع الحمل. ومع ذلك، إذا تم استخدام واقيين في وقت واحد (واقي ذكري فوق واقي ذكري أو الواقي الذكري داخل الواقي الأنثوي)، فإن هذا يزيد من فرصة فشل الواقي الذكري.
الاستخدام السليم للحواجز، مثل الواقي الذكري، يعتمد على نظافة أسطح الحاجز، وما لم يتخذ الحذر يمكن أن يمر التلوث من وإلى السطح.
وذكرت الدراسات التي تم إجرائها لتقييم أداء الواقي الذكري المطاطي أن معدلات القطع والانزلاق تتراوح بين 1.46 ٪ إلى 18.60 ٪. يجب أن يكون وضع الواقي الذكري قبل أن يتم تبادل أي من سوائل الجسم، ويجب استخدامها أيضا أثناء ممارسة الجنس عن طريق الفم.
يكون الواقي ال أنثوي مصنوع حلقتان مرنتان من البولي يوريثان وغشاء فضفاض من البولي يوريثين. ووفقا لتجارب المختبرات، فالواقيات الأنثوية فعالة في منع تسرب سوائل الجسم، وبالتالي انتقال الأمراض المنقولة جنسيا وفيروس الإيدز. تظهر العديد من الدراسات ان ما بين 50 ٪ و73 ٪ من النساء الذين استخدموا هذا النوع من الواقي أثناء الجماع يجدونه أكثر راحة من الواقيات الذكرية أو مريح بنفس الدرجة. من ناحية أخرى، تقبل الذكور لهذه الواقيات الأنثوية أقل إلى حد ما يصل لحوالي 40 ٪. لأن تكلفة الواقيات الأنثوية أعلى من الواقيات الذكرية، كانت هناك دراسات أجريت بهدف كشف ما إذا كان يمكن إعادة استخدامها. وقد أظهرت الأبحاث أن الواقي الأنثوي المصنوع من البولي يوريثين الغير معطوب لا تتغير سلامته الهيكلية خلال مدة تصل إلى خمس مرات إذا تم تطهيرها بالماء ومنظف منزلي. ومع ذلك، بغض النظر عن هذه الدراسة، فالمتخصصين لا يزالوا يوصون بأن يستخدم الواقي الأنثوي مرة واحدة فقط ويتم التخلص منها بعد ذلك.

### الاحتياطات الأخرى
من المعترف به أنه عادة من المستحيل ممارسة الجنس مع شخص آخر بدون أي مخاطر، ولذلك فأن مؤيدي ممارسة الجنس الآمن يوصوا بأن تستخدم بعض الأساليب التالية لتقليل مخاطر انتقال الأمراض المنقولة جنسيا والحمل غير المرغوب فيه.
- التطعيم ضد الأمراض الفيروسية المختلفة التي يمكن أن تنتقل عن طريق الاتصال الجنسي. من أكثر اللقاحات شيوعا لقاح فيروس الورم الحليمي البشري والذي يحمي ضد أنواع فيروس الورم الحليمي البشري التي تسبب سرطان عنق الرحم، وأيضا لقاح التهاب الكبد الوبائي بي. التطعيم قبل بدء النشاط الجنسي يزيد من فعاليته.
- ختان الذكور وفيروس نقص المناعة البشرية: بعض البحوث التي أجريت مؤخرا، ونصائح منظمة الصحة العالمية) اقترحت أن ختان الذكور يمكن أن يكون مفيدا في منع انتشار عدوى فيروس نقص المناعة البشرية في بعض البلدان. ويعد ختان الذكور من الإجراءات الوقائية المعترف بها من قبل منظمة الصحة العالمية ضد انتقال الفيروس من النساء إلى الرجال. وقد وجدت بعض الدراسات الأفريقية الختان يمكن أن يقلل من معدل انتقال فيروس نقص المناعة البشرية للرجال بنسبة تصل إلى 60 ٪.[19] بعض الجماعات المناهضة للختان تشكك في هذه النتائج.[20][21] ومع ذلك، على الأقل في جنوب الصحراء الكبرى بأفريقيا، تشير التقديرات أن استخدام الواقي الذكري وبرامج تغيير السلوك تكون أكثر كفاءة وأكثر توفيرا بكثير من العمليات الجراحية مثل الختان.[22]
- تم استخدام الفحص الدوري للأمراض المنقولة بالاتصال الجنسي للحد من الأمراض المنقولة جنسيا في كوبا، وبين ممثلي الأفلام الإباحية. قامت كوبا بتنفيذ برنامج الفحص الإلزامي والحجر الصحي في وقت مبكر في وباء الإيدز.[23] في صناعة الأفلام الإباحية الأميركية، ترفض العديد من شركات الإنتاج استئجار ممثلين دون اختبارات الكلاميديا، والسيلان وفيروس نقص المناعة البشرية التي لا تزيد عن 30 يوما من العمر، واختبارات للأمراض المنقولة جنسيا الأخرى لا يزيد عن 6 أشهر من العمر. وتقول مؤسسة أيم الطبية أن برنامج الفحص قد قلل نسبة الإصابة بالأمراض التي تنتقل بالاتصال الجنسي إلى 20 ٪ من السكان عامة.[24] الغسل بالماء والصابون يعطل البكتريا المهبلية المفيدة مما قد يزيد من خطر العدوى بالأمراض المنقولة جنسيا.[25][26]
- الزواج الأحادي أو الالتزام بشريك واحد، هو آمن جدا (من ناحية نقل الأمراض المنقولة بالاتصال الجنسي) طالما أن جميع الشركاء غير مصابين. ومع ذلك، قد أصيب العديد من الملتزمين بشريك واحد جنسيا بأمراض المنقولة جنسيا في حالة عدم الإخلاص للشريك أو استخدام حقن المخدرات.
- بالنسبة لأولئك الذين لا يلتزموا بشريك جنسي واحد فإن التقليل من عدد من الشركاء الجنسيين، لا سيما الشركاء الجنسيين المجهولين، يحد من فرص التعرض للأمراض المنقولة بالاتصال الجنسي. وبالمثل، يمكن للمرء أن يقيد الاتصال الجنسي لمجموعة من الأفراد الموثوق بها—وهذا هو النهج المتبع من قبل بعض ممثلي الأفلام الإباحية وغيرهم من غير الملتزمين بشريك جنسي واحد.
- عند اختيار الشريك الجنسي، يمكن لبعض الخصائص أن تزيد من مخاطر الإصابة بالأمراض المنقولة جنسيا.[27] وتشمل فرق العمر أكثر من خمس سنوات؛ [27] والإصابة بمرض منقول جنسيا في السنة الماضية؛ [27] ومشاكل مع الكحول؛ [27] وممارسة الجنس مع أشخاص آخرين في العام الماضي.[27]
- التواصل مع الشريك الجنسي يوفر المزيد من الأمان. قبل الشروع في نشاط جنسي، من المفضل أن يناقش الشركاء الجنسيين ما هي الأنشطة الجنسية التي سوف يمارسوها من عدمه وما هي الاحتياطات التي سوف يتخذونها. هذا يمكن أن يقلل من فرص اتخاذ قرارات محفوفة بالمخاطر التي تقرر «في حرارة اللحظة العاطفية».
- إذا كان الشخص نشط جنسيا مع عدد من الشركاء، فمن المفضل إجراء فحوصات الصحة الجنسية الدورية على يد طبيب، وفي حالة ملاحظة أي أعراض غير عادية التماس المشورة الطبية على الفور؛ فيروس العوز المناعي البشري وغيره من العوامل المعدية يمكن أن لا يتسبب في ظهور أعراض أو تتسبب في أعراض غير محددة والتي يمكن أن تشخص خطأ.[28][29]

### القيود
في حين أن استخدام الواقي الذكري يمكن أن تقلل من انتقال فيروس نقص المناعة البشرية والعوامل المعدية الأخرى، فإنه لا يفعل ذلك تماما. واقترحت إحدى الدراسات الواقي الذكري يمكن أن يقلل من انتقال الفيروس بنسبة 85 ٪ إلى 95 ٪ ؛ والفعالية فوق 95 ٪ تعتبر من غير المحتمل بسبب احتمالات الانزلاق، أو القطع، أو الاستخدام غير الصحيح. وقالت الدراسة أيضا: «في الواقع، الاستخدام غير المنتظم للواقي الذكري قد يقلل من الفعالية العامة إلى ما يصل إلى 60-70 ٪». p.40.
خلال الجنس الشرجي تكون مخاطر الإصابة الشريك المستقبل بفيروس نقص المناعة البشرية من الشرك المرسل الحامل للفيروس بدون استخدام الواقي الذكري هو حوالي 1 في 120. وتقل نسبة الإصابة للشخص المستقبل في حالة استخدام الواقي الذكري، إلى 1 في 550، مما يمثل حماية أربع إلى خمسة أضعاف. عندما يكون حالة وجود فيروس نقص المناعة البشرية للشريك الجنسي غير معروفة يكون فرصة اصابة الشريك المستقبل بفيروس نقص المناعة البشرية لكل اتصال جنسي شرجي آمن من شريك مرسل حامل للفيروس وشركاء مجهولي حالة الفيروس (بما في ذلك الحلقات التي الواقي الذكري فشلت)، تمثل ثلثا مخاطر اصابة الشريك المستقبل بفيروس عن ظريق ممارسة الجنس الشرجي غير الآمن مع مجموعة مماثلة من الشركاء. "  p.310.

## أساليب غير فعالة
معظم وسائل منع الحمل، فيما عدا بعض أشكال «الجماع الخارجي» والوسائل العازلة، ليست فعالة في منع انتشار الأمراض المنقولة بالاتصال الجنسي. ويشمل هذا حبوب منع الحمل، قطع القناة الدافقة، ربط الأنابيب، فإن فترة الأمان وغيرها من طرق منع الحمل.
9 وقد أشير أن مبيد النطاف Nonoxynol يحد من احتمالات انتقال العدوى من الأمراض المنقولة بالاتصال الجنسي. لكن هناك دراسة أجريت مؤخرا من قبل منظمة الصحة العالمية  قد أظهرت أن Nonoxynol - 9 هو مادة حارقة، ويمكن أن يسبب جروح صغيرة في الأغشية المخاطية، والتي قد تزيد من خطر انتقال مسببات الأمراض من خلال التسبب في مزيد من النقاط السهلة للدخول في الجسم. الواقي الذكري مع Nonoxynol - 9 كمادة مزلقة لم يملك كمية كافية من مبيد النطاف لزيادة فعالية وسائل منع الحمل ويجب عدم الترويج لها. [بحاجة لمصدر]
استخدام الحجاب الحاجز أو إسفنج منع الحمل يوفر لبعض النساء حماية أفضل ضد بعض الأمراض التي تنتقل بالاتصال الجنسي،  ولكن مع ذلك فهي ليست فعالة لجميع الأمراض المنقولة بالاتصال الجنسي.
الأساليب الهرمونية لا تقدم أي حماية ولا تعتبر وسيلة فعالة لمكافحة انتقال الأمراض المنقولة بالاتصال الجنسي على الرغم من أنها فعالة بنسبة أكثر من 95 ٪ في منع حالات الحمل غير المرغوب فيه. أكثر الوسائل الهرمونية شيوعا هي حبوب منع الحمل عن طريق الفم وسائل منع الحمل، وdepoprogesterone، والحلقة المهبلية واللاصقة.
اللولب النحاسي داخل الرحم والجهاز الهرموني داخل الرحم يوفران حماية تصل إلى 99 ٪ من حالات الحمل ولكنهما لا يوفران أية حماية على الإطلاق في ما يخص الأمراض المنقولة بالاتصال الجنسي. المرأة التي تستخدم اللولب النحاسي تحمل خطر أكبر للتعرض لجميع أنواع الأمراض المنقولة بالاتصال الجنسي، وخاصة مرض السيلان أو الكلاميديا.
العزل (أو «القذف الخارجي»)، والذي يتم فيه إزالة القضيب من المهبل أو الشرج، أو الفم قبل القذف، ليست من الممارسات الجنسية الآمنة، ويمكن أن يؤدي إلى انتقال الأمراض المنقولة بالاتصال الجنسي. وذلك لأن وجود سائل ما قبل القذف، والسوائل التي ترشح من مجرى البول قبل القذف الفعلي، قد تحتوي على مسببات الأمراض مثل فيروس نقص المناعة البشرية. علاوة على ذلك فأن الميكروبات المسؤولة عن بعض الأمراض، بما في ذلك الثآليل التناسلية، والزهري يمكن أن ينتقل من خلال احتكاك الجلد بالجلد، حتى لو لم يتم حدوث اتصال جنسي عن طريق الفم، أو المهبل، أو الشرج.

## الامتناع عن ممارسة الجنس
أحيانا يتم الترويج للامتناع عن ممارسة الجنس كوسيلة لتجنب المخاطر المرتبطة بالاتصال الجنسي، على الرغم من أن الأمراض المنقولة بالاتصال الجنسي قد تنتقل أيضا عن طريق وسائل غير الجنس. قد ينتقل فيروس نقص المناعة البشرية عن طريق الإبر الملوثة المستخدمة في الوشم، أو ثقب الجسم، أو الحقن. الإجراءات الطبية أو إجراءات طب الأسنان يمكن أن تتسبب في انتشار فيروس نقص المناعة البشرية أيضا عن طريق الأدوات الملوثة، في حين أن بعض العاملين في الرعاية الصحية اكتسبوا فيروس نقص المناعة البشرية من خلال التعرض المهني لإصابات عرضية من الإبر.
ويوصى الممتنعين عن ممارسة الجنس في كثير من الأحيان أن يكون معهم واقي ذكري على سبيل الاحتياط للوقاية من الأمراض المنقولة جنسيا والحمل.

## الجنس الشرجي
الجنس الشرجي غير المحمي يعتبر من الأنشطة عالية المخاطر بغض النظر عن الميول الجنسية. وتشير البحوث إلى أنه على الرغم من مثلي الجنس من الرجال أكثر عرضة لممارسة الجنس الشرجي، ولكن مغايري الجنس أكثر عرضة لعدم استخدام الواقي الذكري عند القيام بذلك.
يمثل الجنس الشرجي نشاط أعلى خطرا من الجماع المهبلي، وذلك لأن أنسجة من فتحة الشرج والمستقيم يمكن أن تكون رقيقة وتجرح بسهولة، وهذا يشمل استخدام الأدوات الجنسية الشرجية. يمكن للاصابات الطفيفة أن تسمح بمرور البكتيريا والفيروسات، بما في ذلك فيروس نقص المناعة البشرية. إثارة الشرج بواسطة أداة جنسية يتطلب اتخاذ تدابير سلامة مشابهة لاختراق الشرج بالقضيب، وفي هذه الحالة يتم استخدام الواقي الذكري على الأداة الجنسية بطريقة مماثلة. تتسبب المواد المزلقة التي لها أساس زيتي في تلف المطاط الذي يكون الواقي الذكري، ولذلك تستخدم تلك التي تصنع من مواد مائية بدلا منها. يوجد أيضا واقي ذكري غير مصنوع من المطاط متاح للأشخاص الذين يعانون الحساسية لمادة المطاط (على سبيل المثال، الواقي الذكري المصنوع من البولي يوريثان التي تتوافق مع المواد المزلقة القائم على الزيت أو المياه). [بحاجة لمصدر]
وتبين البحوث أن منطقة الشرج تحتوي على العديد من النهايات العصبية المثيرة جنسيا في كل من الرجل والمرأة. لذلك ليس من المستغرب أن يجد العديد من الشركاء الجنسيين (بما في ذلك مغايري الجنس) متعة من شكل من أشكال 'الجنس الشرجي ('.
المخاطر الرئيسية التي يتعرض لها الأفراد أثناء أداء الجنس الشرجي هي انتقال فيروس نقص المناعة البشرية، فيروس الورم الحليمي البشري، والتهاب الكبد الوبائي ألف والباكتيريا القولونية. من أجل التأكد من أن الجنس الشرجي آمن، يجب أن يكون يتأكد الشريك الجنسي من أن منطقة الشرج نظيفة وأن الأمعاء الفارغة وأن الشريك المستقبل للعلاقة الشرجية يكون قادر على الاسترخاء.
بغض النظر عن ما إذا كان يحدث اختراق الشرج باستخدام الاصبع أو القضيب، فإن الواقي الذكري هو أفضل وسيلة لمنع الإصابة بالأمراض المنقولة بالاتصال الجنسي. وينبغي أن يتجنب الأشخاص ممارسة الجنس عن طريق الشرج إذا تم تشخيص أحد الشركاء بمرض من الأمراض المنقولة جنسيا حتى يثبت أن العلاج كان فعالا.
يلزم اتخاذ تدابير السلامة أيضا عندما يحدث الجنس الشرجي بين الشركاء مغايري الميول الجنسية. وبصرف النظر عن مخاطر انتقال الأمراض المنقولة بالاتصال الجنسي، فإن المخاطر الأخرى مثل العدوى تزيد في حالة الجنس الشرجي. ومن المهم أن الرجل يغسل وينظف قضيبه بعد إخراجه من الشرج إذا نوى اختراق المهبل. والسبب هو أن بكتيريا المستقيم تنتقل بسهولة إلى المهبل مما قد يسبب التهابات المهبل.
بما أن المستقيم يمكن أن ينجرح بسهولة، ينصح بشدة استخدام المواد المزلقة حتى عندما يحدث الاختراق باستخدام الاصبع. وخاصة بالنسبة للمبتدئين، يكون استخدام الواقي الذكري في الاصبع كمصدر للحماية ضد أي نوع من الأمراض المنقولة بالاتصال الجنسي وكمادة مزلقة في الوقت ذاته. معظم الواقيات الذكرية تغطي بمادة مزلقة والتي تسمح بحدوث اختراق أقل إيلاما وأكثر سهولة.
عند حدوث الاتصال بين الفم والشرج، يكون مطلوبا استخدام واقي لأن هذا السلوك الجنسي يعرض لخطر الأمراض مثل التهاب الكبد ألف أو الأمراض المنقولة جنسيا. الحاجز الفموي أو البلاستيك من الوسائل الفعالة للحماية عند ممارسة لحس الشرج.

## الأدوات الجنسية
وضع الواقي على أدوات الجنس يوفر صحة جنسية أفضل ويمنع انتقال العدوى إذا تم مشاركة الأداة الجنسية، بشرط استبدال الواقي الذكري عند استخدامها من قبل شريك مختلف. بعض الأدوات الجنسية تصنع من مواد مسامية، والمسام تحتفظ بالفيروسات والبكتيريا، مما يجعل من الضروري تنظيف الأدوات الجنسية (المقابس، أو الهزاز) بدقة، ويفضل استخدام منظفات مصنوعة خصيصا للأدوات الجنسية. الأدوات الجنسية المصنوعة من الزجاج غير مسامية ويسهل تعقيمها بين الاستخدامات. [بحاجة لمصدر]
في حالة أن إحدى الشريكين يكون مصاب بمرض منقول جنسيا من المستحسن ألا يستخدم الشريكين الأدوات الجنسية حتى يثبت أن العلاج فعالا.
كل الأدوات الجنسية يتعين تنظيفها بشكل صحيح بعد الاستخدام. الطريقة التي يتم بها تنظيف الأداة الجنسية يختلف حسب نوع المواد التي تكون مصنوعة منها. تأتي أغلب الأدوات الجنسية مع تقديم المشورة حول أفضل طريقة لتنظيفها وتخزينها ويتعين اتباع هذه التعليمات بدقة. يجب تنظيف الأداة الجنسية ليس فقط عندما يتم تقاسمها مع الآخرين من الأفراد ولكن أيضا عندما يتم استخدامها في أجزاء مختلفة من الجسم (مثل الفم أو المهبل أو فتحة الشرج). أيضا، إذا تم استخدام الواقي الذكري، ينبغي تغييره إذا تم استخدام الأداة الجنسية على أجزاء مختلفة من الجسم. يمكن تنظيف بعض الأدوات الجنسية عن طريق الغلي ولكن ليس كل منهم يتحمل ذلك لذلك يجب أن يتحقق أولا من تعليمات التنظيف لكل أداة. ومع ذلك، فإن أدوات الجنس الشرجي تتطلب تنظيف أكثر حذرا.
الشخص الذي يمتلك أداة جنسية ينبغي أن يتحقق بانتظام من حدوث لخدوش أو فواصل التي يمكن أن تكون أرضا خصبة للبكتيريا. فمن الأفضل أن يتم استبدال الأداة الجنسية المتضررة بواحدة جديدة. وينبغي النظر في استخدام وسائل حماية صحية أكثر من قبل النساء الحوامل اللاتي يستخدمن الأدوات الجنسية. بعض الأدوات الجنسية (مثل السياط أو السلاسل) مصممة خصيصا للتسبب بدرجة معتدلة من الألم أو جروح بسيطة بالجلد. تبادل أي نوع من الأدوات الجنسية التي قد تسبب (نزولاً للدم)غير مستحسن بشدة.
في أي حال، فإن أفضل طريقة لمنع الإصابة أو إصابة شخص ما بمرض من الأمراض المنقولة بالاتصال الجنسي هي استخدام وسيلة حماية أثناء الاتصال الجنسي وعدم تغيير الشركاء بشكل متكرر.

## روابط خارجية
- "منع -- الأمراض المنقوجنسيا، وأغوم (رابطة الطب البولية التناسلية)
- السهم : إن الموارد آسيا والمحيط الهادئ ومركز الأبحاث للمرأة
- «المبادئ التوجيهية»، الجمعية البريطانية للصحة الجنسية وفيروس نقص المناعة البشرية (BASHH)
- «أكثر أمنا، طرق الجنس»، إينست فيروس نقص المناعة البشرية
- «دليل لممارسة الجنس الآمن»، Sexuality.org نسخة موجزة، (20k) نسخة محفوظة 10 مارس 2016 at wayback.archive-it.org
- مشورة الأمراض المنقولة جنسيا